# Albert Anderson
Albert Anderson (Christchurch, 5 febbraio 1961) è un ex rugbista a 15 neozelandese, seconda linea, vincitore della Coppa del Mondo di rugby 1987 con gli All Blacks.

## Biografia
Cresciuto a Southbridge, villaggio nelle vicinanze di Christchurch, Anderson esordì nella squadra provinciale di Canterbury nel 1981, formando un'affidabile coppia di seconde linee insieme a Gary Whetton e vincendo il titolo nazionale nel 1983.
Il 1983 fu anche l'anno d'esordio negli All Blacks, durante il tour europeo di novembre, contro la Scozia a Edimburgo.
Fu utilizzato saltuariamente in Nazionale, in cinque incontri tra il 1983 e il 1984; non poté recarsi in Sudafrica in tour in quanto la Federazione neozelandese lo cancellò per via delle proteste contro l'apartheid lì vigente, ma prese parte nel 1986 al tour non ufficiale dei New Zealand Cavaliers, al ritorno dal quale subì la squalifica di due gare internazionali.
Ciononostante fu convocato per la Coppa del Mondo di rugby 1987 (per uno degli sponsor della quale fu anche testimonial ), competizione in cui disputò il suo ultimo test match per gli All Blacks, contro Figi.
In seguito fu capitano della squadra benché in incontri infrasettimanali senza valore di test, e nel 1990, a 29 anni, si ritirò dal rugby giocato per dedicarsi a tempo pieno alla sua attività di agricoltore.
Sua figlia Stacey è anch'essa rugbista, militante nella selezione provinciale femminile di Canterbury.

## Palmarès
- Coppe del mondo: 1
Nuova Zelanda: 1987
- National Provincial Championship: 1
Canterbury: 1983